# Đảng Hàn Quốc Tự do
Đảng Hàn Quốc Tự do (Tiếng Triều Tiên: 자유한국당, JayuhanKuk-dang, Hanja: 自由韓國黨, Hán-Việt: Tự do Hàn Quốc Đảng), trước ngày 14/02/2017 còn được biết tới với tên Đảng Thế giới mới , tiền thân là Đảng Quốc đại (Hàn Quốc: 한나라당, Hannara-dang) (đến tháng 2 năm 2012) là một đảng chính trị bảo thủ ở Hàn Quốc. Đảng nắm giữ đa số ghế trong Quốc hội Hàn Quốc khóa 19, thời kỳ 2012-2016.
Sau cuộc bầu cử năm 2012, kết quả kiểm phần lớn số phiếu cho thấy, đảng này đã giành được 152 ghế trong tổng số 300 ghế của Quốc hội Hàn Quốc. Đến Tháng 2 năm 2017, đảng Saenuri đổi sang tên mới là Đảng Hàn Quốc Tự Do để tránh xa bê bối tham nhũng của cựu Tổng thống Park Geun-hye. Mặc dù vẫn nắm đa số nhưng số ghế trong Quốc hội Hàn Quốc nhiệm kỳ tới của đảng này giảm hơn so với mức 165 ghế trong Quốc hội mãn nhiệm trong năm 2012.

## Lịch sử
Đảng được thành lập vào năm 1997 như là một sự hợp nhất của các chính đảng. Tổ chức tiền nhiệm sớm nhất của đảng này là Đảng Cộng hòa Dân chủ dưới thời cầm quyền của Park Chung-hee năm 1963. Sau cái chết của Park và sự khởi đầu của sự cai trị của Chun Doo-hwan vào năm 1980, tổ chức này được cơ cấu lại và đổi tên thành Đảng Công lý Dân chủ. Năm 1988, đảng viên đảng này Roh Tae-woo đã giới thiệu một loạt các cải cách chính trị bao gồm cả các cuộc bầu cử Tổng thống trực tiếp và một hiến pháp mới. Đảng được đổi tên vào năm 1993, trong nhiệm kỳ tổng thống Kim Young-sam, với việc sáp nhập của các đảng khác để tạo thành Đảng Dân chủ Tự do (Minju Jayudang). Nó được đổi tên là Tân Hàn Quốc Đảng (Sinhangukdang), vào năm 1995, và nó cuối cùng đã trở thành Đảng Quốc đại trong tháng 11 năm 1997 sau khi sáp nhập với Đảng Dân chủ nhỏ hơn, và các đảng bảo thủ khác nhau. Ba tháng sau, với cuộc bầu cử Kim Dae-jung của Đảng Dân chủ cánh tả cải cách ôn hòa làm Tổng thống Hàn Quốc, vai trò chi phối của đảng đã kết thúc, bắt đầu từ giai đoạn đầu tiên của nó đối lập mà kéo dài mười năm.